# Seznam azerbajdžanskih boksarjev
Seznam azerbajdžanskih boksarjev.

## A
- Abbas Agalarov
- Vugar Alakbarov
- Elchin Alizade
- Romal Amanov
- Fuad Aslanov

## I
- Şahin Imranov

## M
- Magomedrasul Majidov
- Aghasi Mammadov
- Tejmur Mammadov